# Ammoudia
Ammoudia (griechisch Αμμουδιά (f. sg.) „Sandstrand“) ist ein Fischerort an der griechischen Westküste in der Region Epirus am Ionischen Meer. Er bildet eine Ortsgemeinschaft im Gemeindebezirk Fanari der Gemeinde Parga und liegt etwa zehn Kilometer südlich der Stadt Parga. Ammoudia hatte im Jahre 2011 308 Einwohner.
Hauptwirtschaftszweig ist neben der Fischerei der Tourismus.

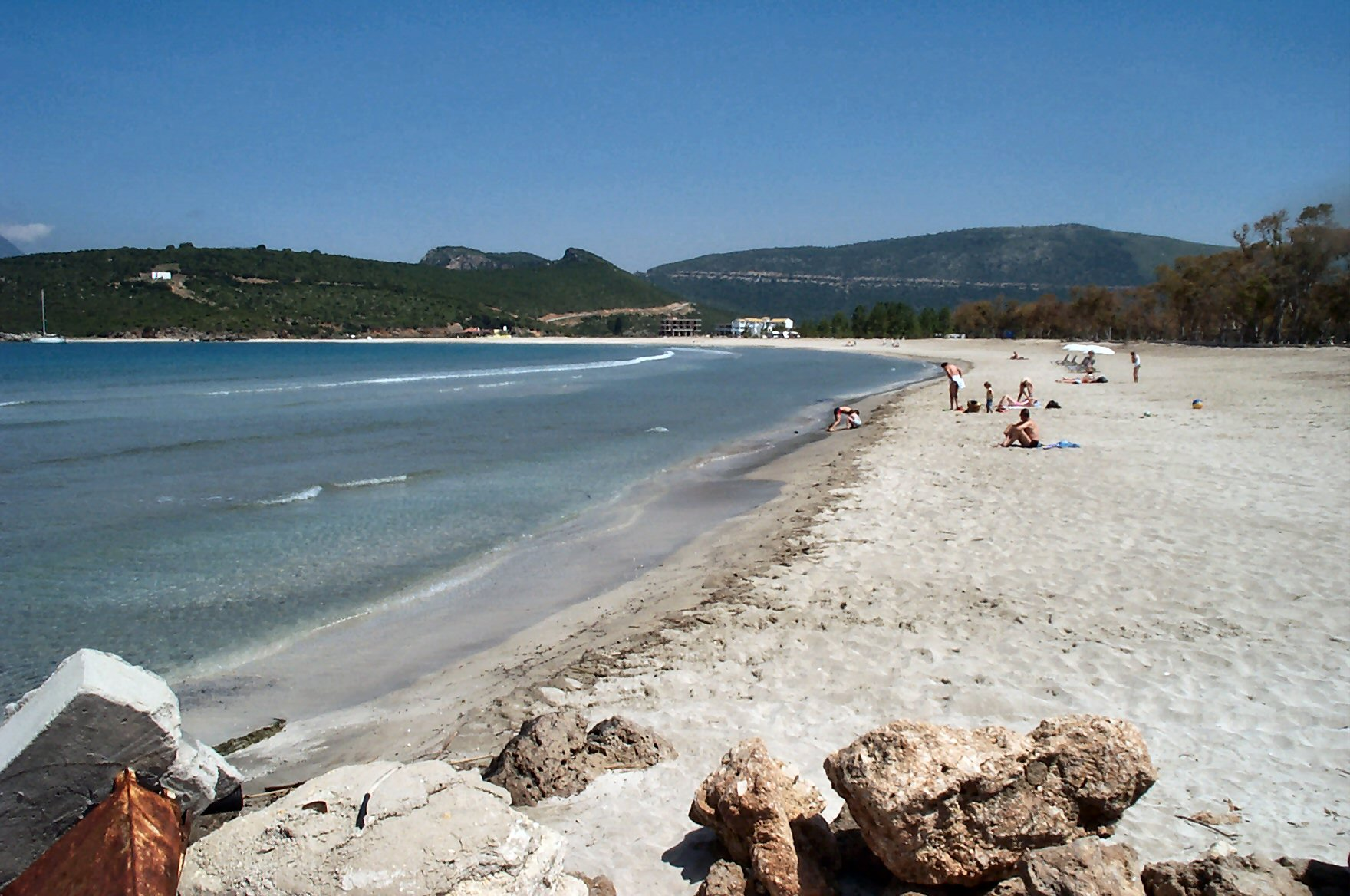
Strand von Ammoudia

Der Ort liegt an einer halbmondförmigen Meeresbucht mit rund 800 Meter Sandstrand, deren Wasser je nach Tageszeit türkis bis aquamarinblau erscheint. Südlich der Bucht mündet der Acheron, dessen Süßwasser den Salzgehalt im Meerwasser der Bucht senkt.
Durch den Zufluss des Acheron herrscht in dieser Bucht ein besonderes Klima. So sorgt der Temperaturunterschied zwischen Meer und Acheron für ein besonderes Klima.
Ammoudia ist über die E 55 (zwischen Igoumenitsa und Preveza) zu erreichen, von der bei Mesopotamos eine vier Kilometer langen Stichstraße zum Ort führt.
Etwa vier Kilometer entfernt befindet sich in Mesopotamos das Totenorakel Nekromantion. 
Ammoudia ist Schauplatz des Romans Das Ouzo-Orakel von Frank Schulz, wo es allerdings Kouphala genannt wird.